# Marina Lebedewa
Marina Petrowna Lebedewa (kasachisch-kyrillisch Марина Петровна Лебедева; * 29. Mai 1985 in Aqköl, Gebiet Aqmola, damals Kasachische SSR, Sowjetunion) ist eine kasachische Biathletin.
Marina Lebedewa ist die jüngere Schwester von Anna Lebedewa. Sie lebt in Schtschutschinsk, ihr erster Trainer war ihr Vater Pjotr Lebedew, inzwischen wird sie von Gennadi Makarow, Alexander Tkatschuk und Alexander Golubew trainiert.
2005 trat sie erstmals bei einem internationalen Großereignis, den Junioren-Weltmeisterschaften in Kontiolahti, an. Dort erreichte die Kasachin in Einzel, Sprint und Verfolgung Ergebnisse zwischen 44 und 47. Seit 2006 tritt sie in Rennen des Erwachsenenbereichs an. Ihre ersten Einsätze hatte sie hier im Rahmen des Biathlon-Europacups, wo sie in ihrem ersten Sprintrennen 59. wurde. In Lahti debütierte Lebedewa 2007 als 60. in einem Einzel im Biathlon-Weltcup. In Chanty-Mansijsk erreichte sie als Sprint-56. ihr für lange Zeit bestes Resultat.
In Östersund startete die Kasachin bei den Biathlon-Weltmeisterschaften 2008, ihren ersten Biathlon-Weltmeisterschaften. In Schweden wurde Lebedewa 17. mit der Mixed-Staffel. 2009 wurde sie in Pyeongchang im Einzel eingesetzt, in dem sie 79. wurde. Eine stetige Leistungssteigerung ist seit Beginn der Saison 2009/10 zu beobachten. In Östersund konnte Lebedewa mit Platz 48. ein neues bestes Ergebnis erreichen, eine Woche später in Hochfilzen verpasste sie ihre ersten Weltcuppunkte als 41. des Sprints nur um einen Platz. Beim nächsten Weltcup konnte sie in Pokljuka als 15. eines Sprints schließlich erstmals Weltcuppunkte gewinnen. Marina Lebedewa nahm an den Olympischen Winterspielen 2010 teil. Ihr bestes Resultat war der 58. Platz im Sprint. Mit der Staffel belegte sie Rang 14.
Ihr bis jetzt bestes Ergebnis im Weltcup erreichte Lebedewa im Einzelwettkampf nach fehlerfreiem Schießen als Sechste am 16. Dezember 2010 im slowenischen Pokljuka.

## Biathlon-Weltcup-Platzierungen
Die Tabelle zeigt alle Platzierungen (je nach Austragungsjahr einschließlich Olympische Spiele und Weltmeisterschaften).
- 1.–3. Platz: Anzahl der Podiumsplatzierungen
- Top 10: Anzahl der Platzierungen unter den ersten zehn (einschließlich Podium)
- Punkteränge: Anzahl der Platzierungen innerhalb der Punkteränge (einschließlich Podium und Top 10)
- Starts: Anzahl gelaufener Rennen in der jeweiligen Disziplin
- Staffel: inklusive Mixed- und Single-Mixed-Staffeln

| Platzierung             | Einzel | Sprint | Verfolgung | Massenstart | Staffel | Gesamt |
| ----------------------- | ------ | ------ | ---------- | ----------- | ------- | ------ |
| 1. Platz                |        |        |            |             |         |        |
| 2. Platz                |        |        |            |             |         |        |
| 3. Platz                |        |        |            |             |         |        |
| Top 10                  | 1      |        |            |             | 3       | 4      |
| Punkteränge             | 3      | 5      | 2          | 1           | 23      | 34     |
| Starts                  | 17     | 38     | 10         | 1           | 23      | 89     |
| Stand: 28. Februar 2015 |        |        |            |             |         |        |